# Schloss Plüschow

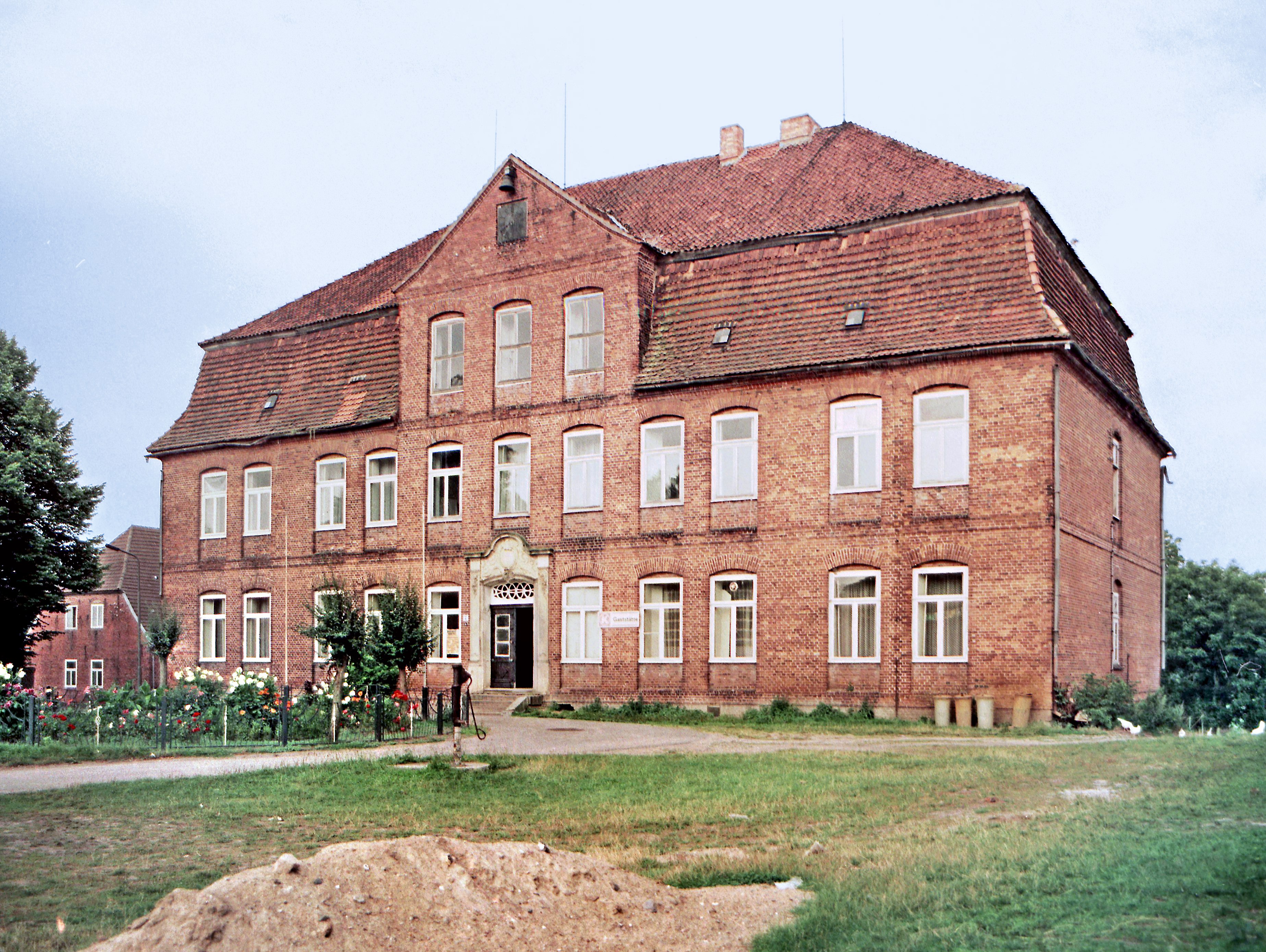
Schloss Plüschow (Zust. 1988)

Das Schloss Plüschow ist ein ehemaliges, denkmalgeschütztes Herrenhaus in landschaftlich reizvoller Umgebung in Plüschow, im Landkreis Nordwestmecklenburg (Mecklenburg-Vorpommern). Es wurde ursprünglich als Sommersitz genutzt.

## Geschichte und Architektur

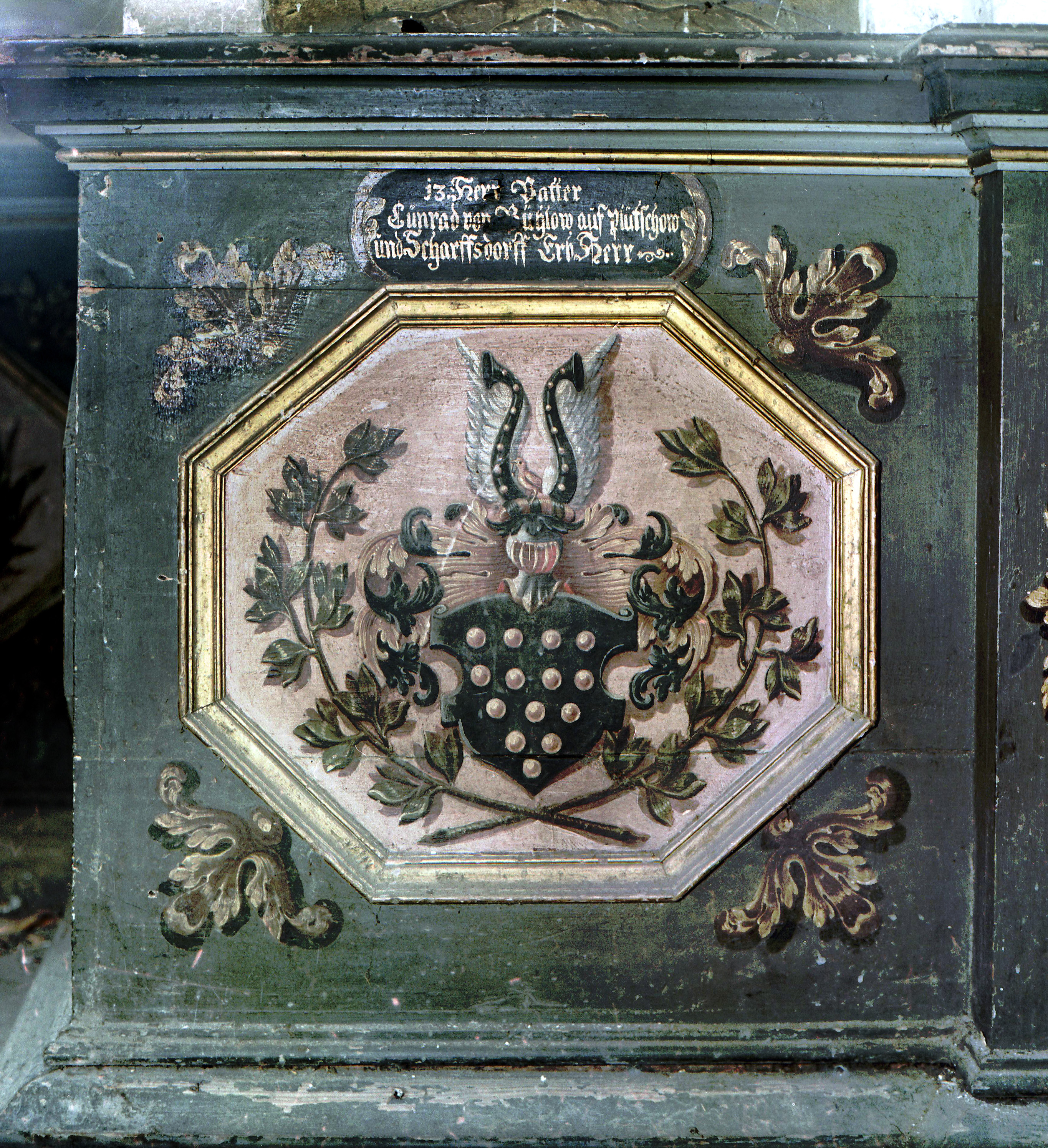
„Cunrad von Bühlow auf Plütschow und Scharffsdorf“

Seit 1450 befand sich Plüschow (ehemals meist Plüskow genannt) im Besitz der Familie von Bülow. Im Jahre 1758 erwarb der Hamburger Kaufmann Philipp Heinrich Freiherr von Stenglin das Gut als Sommersitz. Der schlichte, zweigeschossige Backsteinbau von elf Achsen wurde 1763 für Stenglin und seine Frau errichtet. Als Baumeister des Hauses kommen sowohl der Lübecker Johann Adam Soherr, als auch der Hamburger Ernst Georg Sonnin in Betracht.
Der mecklenburgische Erbprinz Friedrich Ludwig kaufte 1802 das Gebäude und die Ländereien. Gut Plüschow hatte Ender der 1920er Jahre einen Umfang von 558 ha, davon waren 32 ha Forsten. Der Besitz blieb als Großherzogliches Hofgut bis zur Enteignung 1945 im Besitz der Familie. Letzter Eigentümer war nach dem Genealogischen Handbuch des Adels der vormalige Großherzog von Mecklenburg, Friedrich Franz IV. (1882–1945).
Nach dem Zweiten Weltkrieg wurden im Gebäude zuerst Kriegsflüchtlinge untergebracht und danach diente es verschiedenen kommunalen Zwecken wie als Betriebsküche, Kindergarten, Gaststätte und für die Verwaltung. Die Fassadenmitte ist sowohl an der Hof- wie auch an der Gartenseite durch übergiebelte Zwerchhäuser aufgewertet. Die Portale im Gebäude sind von Rocaillen bekrönt. Die Keller sind gewölbt. Die Einfassung des Hofportales wurde 1910 in Sandstein erneuert. Der Hofgiebel zeigt ein Uhrzifferblatt und eine Schlagglocke aus dem Jahr 1763. An die Gartenseite wurde zum Ende des 19. Jahrhunderts eine Veranda angebaut. Zwischen 1991 und 2002 ist das Schloss umfangreich saniert worden.
Die Raumaufteilung im Inneren des Gebäudes ist weitgehend unverändert. Das Obergeschoss ist durch ein Treppenhaus mit einer großen zweiläufigen Treppe erschlossen. Im Obergeschoss sind drei klassizistische Öfen aus der Zeit um 1810 erhalten. Die weiträumige Diele und weitere Erdgeschossräume sind mit Rokoko-Stuckdecken ausgestattet.
Im Dezember 2023 tauchte eine entwendete Barocktapete aus der Entstehungszeit des Schlosses wieder auf.

## Heutige Nutzung

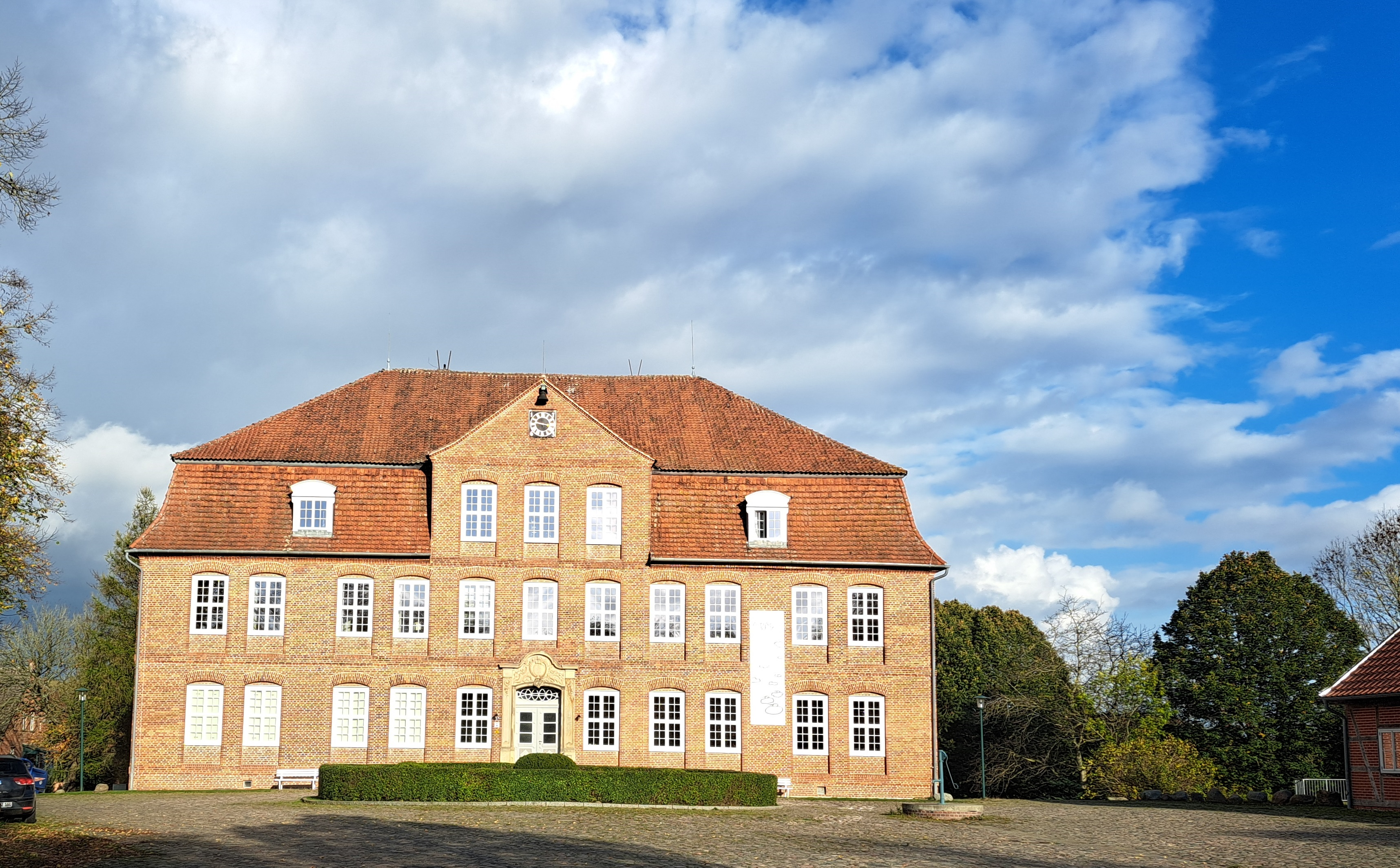

Die großzügigen Räume werden unter der Trägerschaft des Förderkreises Schloss Plüschow e. V. als Künstlerhaus mit Ausstellungsräumen, Ateliers und Werkstätten genutzt. Eine permanente Ausstellung zeigt die Geschichte des Schlosses. Die Kreativwerkstatt für Kinder bietet Kunst-, Klang-, Theater- und Umweltprojekte. Sie wird durch das Landesjugendamt Mecklenburg-Vorpommern und das Jugendamt des Kreises Nordwestmecklenburg gefördert. Aus dem Nachlass von Dr. Annie Bardon wurde dem Mecklenburgischen Künstlerhaus Schloss Plüschow die private Kunstbibliothek von Annie Bardon übereignet. Diese Bibliothek steht als Präsenzbibliothek interessierten Benutzern nach Anmeldung zur Verfügung.

## Verwalterhaus
Das ehemalige Verwalterhaus steht nordöstlich des Schlosses, es wurde um 1760 erbaut. Der sechsachsige Bau ist eingeschossig und wurde mit einem Krüppelwalmdach gedeckt. Die beiden Eingänge sind korbbogig geschlossen.